# Vrbovac (Daruvar)
Vrbovac is een plaats in de gemeente Daruvar in de Kroatische provincie Bjelovar-Bilogora. De plaats telt 554 inwoners (2001).